# Lamine Guèye
Lamine Guèye (* 18. Juli 1960 in Dakar) ist ein ehemaliger senegalesischer Skirennläufer und Gründer, Präsident, Schatzmeister sowie Generalsekretär des senegalesischen Skiverbandes. Von 1984 bis 1994 vertrat er den Senegal bei Olympischen Winterspielen. Hauptberuflich war er Dressman in Paris und betrieb den Skisport in der Freizeit.

## Karriere
Guèye bestritt sein erstes internationales Großereignis 1982 bei den Weltmeisterschaften in Schladming. Dort erreichte er als beste Platzierung Rang 41 im Riesenslalom.  Zwei Jahre später bei den Olympischen Winterspielen 1984 in Sarajevo war Guèye der erste Winterolympionike seines Landes. Der sportliche Erfolg war mäßig. In der Abfahrt wurde er 51. (von 60), im Riesenslalom 57. (von 76), zum Slalom, für den er ursprünglich gemeldet hatte, trat er nicht an. Auch an den Winterspielen 1992 in Albertville und 1994 in Lillehammer nahm Guèye teil.
Als er vom Internationalen Olympischen Komitee für die Winterspiele 2002 in Salt Lake City keine Startgenehmigung erhielt, stellte Guèye zunehmend den Kampf kleinerer Länder um die Teilnahme bei Olympischen Spielen und Weltmeisterschaften in den Vordergrund seines Handelns. Er legte dar, dass durch die Verschärfung der Qualifikationskriterien für die Spiele, für kleinere Sportnationen unüberwindbare Hürden aufgestellt werden. Das olympische Motto Dabei sein ist alles trete dabei zunehmend in den Hintergrund.
Bei den alpinen Skiweltmeisterschaften 2005 in Bormio legte er stellvertretend für mehrere so genannter Exotenländer Protest beim Internationalen Ski-Verband (FIS) ein, weil diese seiner Meinung nach sehr viel schlechter untergebracht waren. 2006 in Turin war Guèye dann bei den Winterspielen wieder mit dabei, allerdings nur als Begleiter des Skifahrers Leyti Seck.
Bei den alpinen Skiweltmeisterschaften 2007 in Åre zog er Leyti Seck zurück, um gegen die erstmals ausgetragenen Qualifikationen für die technischen Bewerbe der Herren zu protestieren und stellte ein Gegenmodell zu diesem Modus vor, durch welches die Teilnehmerzahl sich auf etwa 120 beschränken würde. Günter Hujara, Renndirektor der FIS, hielt jedoch an seinem Modell fest.

## Erfolge

### Olympische Winterspiele
- Sarajevo 1984: 51. Abfahrt, 57. Riesenslalom, DNS Slalom
- Albertville 1992: 45. Abfahrt, 66. Riesenslalom, 77. Super-G, DNF Slalom
- Lillehammer 1994: DNF Abfahrt

### Weltmeisterschaften
- Schladming 1982: 41. Riesenslalom, 45. Alpine Kombination, 51. Abfahrt,
- Morioka 1993: 42. Abfahrt, DNS2 Riesenslalom[2]
- Sierra Nevada 1996: 32. Slalom, 44. Riesenslalom, 44. Kombination, 71. Abfahrt, 79. Super-G
- St. Moritz 2003: 63. Slalom, 77. Riesenslalom
- Bormio 2005: 62. Slalom, 77. Riesenslalom